# Campeonato Mundial de Voleibol Feminino Sub-20 de 2021
O Campeonato Mundial de Voleibol Feminino Sub-20 de 2021 foi a vigésima primeira edição do Campeonato Mundial de Voleibol Feminino Sub-20, competido pelos times nacionais femininos abaixo da idade de 20 anos pelos membros da Fédération Internationale de Volleyball (FIVB), corpo governante global da modalidade. O torneio ocorreu nas cidades de Kortrijk, Bélgica, e em Roterdã, nos Países Baixos, entre os dias 9 a 18 de julho de 2021.
A Itália conquistou o bicampeonato ao vencer na final a Sérvia, completando o pódio a Rússia derrotou na disputa pelo bronze as anfitriãs neelandesas. A atleta  Gaia Guiducci foi premiada como a melhor jogadora da edição (MVP).

## Equipes qualificadas
Um total de 16 equipes se qualificaram para o torneio final. Além da Bélgica e Países Baixos que se qualificaram automaticamente como país-sede, outros 10 times se qualificaram por competições continentais separadas e outros 4 times se qualificaram pelo Ranking Mundial.Em virtude da pandemia mundial pela COVID-19  em face da impossibilidade da organização dentro do prazo por parte de algumas Confederações, a FIVB prorrogou o prazo para as qualificações continentais até 28 de fevereiro de 2021, e mesmo assim não ocorrer as disputas, as equipes se classificaram de acordo com os respectivos Rankings Continentais
| Torneio de qualificação          | Data                           | Sede                       | Vagas | Qualificados         | Última participação |
| -------------------------------- | ------------------------------ | -------------------------- | ----- | -------------------- | ------------------- |
| Países-sede                      | 13 de outubro de 2020          | Lausana                    | 2     | Bélgica              | 2011                |
| Países-sede                      | 13 de outubro de 2020          | Lausana                    | 2     | Países Baixos        | 2009                |
| Campeonato Europeu de 2020       | 22-30 de agosto de 2020        | Zenica e Osijek            | 2     | Turquia              | 2019                |
| Campeonato Europeu de 2020       | 22-30 de agosto de 2020        | Zenica e Osijek            | 2     | Sérvia               | 2019                |
| Campeonato Asiático de 2018      | 10–17 de junho de 2018         | Bac Ninh (cidade) & Từ Sơn | 2 1*  | Japão                | 2019                |
| Campeonato Asiático de 2018      | 10–17 de junho de 2018         | Bac Ninh (cidade) & Từ Sơn | 2 1*  | China                | 2019                |
| Campeonato Asiático de 2018      | 10–17 de junho de 2018         | Bac Ninh (cidade) & Từ Sơn | 2 1*  | Tailândia            | 2013                |
| Campeonato NORCECA de 2020       | 14-22 de fevereiro de 2021     | Estados Unidos             | 2     | República Dominicana | 2019                |
| Campeonato NORCECA de 2020       | 14-22 de fevereiro de 2021     | Estados Unidos             | 2     | Cuba                 | 2019                |
| Campeonato NORCECA de 2020       | 14-22 de fevereiro de 2021     | Estados Unidos             | 2     | Porto Rico           | 2015                |
| Campeonato Africano de 2020      | 18-26 de fevereiro de 2021     | Kampala                    | 2     | Egito                | 2019                |
| Campeonato Africano de 2020      | 18-26 de fevereiro de 2021     | Kampala                    | 2     | Ruanda               | 2019                |
| Campeonato Sul-Americano de 2020 | 2020                           | Lima                       | 2     | Brasil               | 2019                |
| Campeonato Sul-Americano de 2020 | 2020                           | Lima                       | 2     | Argentina            | 2019                |
| Ranking Mundial                  | A partir de 1 de março de 2021 | Lausana                    | 4+1*  | Itália               | 2019                |
| Ranking Mundial                  | A partir de 1 de março de 2021 | Lausana                    | 4+1*  | Russia               | 2019                |
| Ranking Mundial                  | A partir de 1 de março de 2021 | Lausana                    | 4+1*  | Polônia              | 2019                |
| Ranking Mundial                  | A partir de 1 de março de 2021 | Lausana                    | 4+1*  | Estados Unidos       | 2019                |
| Ranking Mundial                  | A partir de 1 de março de 2021 | Lausana                    | 4+1*  | Bielorrússia         | 2003                |
| Total                            | Total                          | Total                      | 16    |                      |                     |

Nota:Cuba desistiu da competição após elenco testar positivo para COVID-19 e substituída por Porto Rico, China e Japão desistiram da participação, a Tailândia herdou a vaga como terceiro colocado no Campeonato Asiático de 2018, a outra vaga foi herdada pela Bielorrússia com índice do Rankin Mundial.

## Sorteio
O sorteio foi divulgado em 14 de junho de 2021, as disputas dos grupos A e C serão disputadas em Rotterdam, enquanto  as dos grupos B e D serão disputadas em Kortrijk.Os Países Baixos, um dos países-sede, foi colocado como cabeça de chave do grupo A, o mesmo ocorrendo com outro anfitrião, a Bélgica, no grupo B. As 6 primeiras equipes do Ranking Mundial (Os números entre parênteses indica a colocação), em março de 2021, foram distribuídas num sistema de serpentina nas duas primeiras linhas. As dez equipes restantes foram sorteadas nas próximas duas linhas. 
| Times distribuídos                                     | Times distribuídos                           | Pote 1                                                                        | Pote 2                                                |
| ------------------------------------------------------ | -------------------------------------------- | ----------------------------------------------------------------------------- | ----------------------------------------------------- |
| Bélgica (22) Países Baixos (22) Turquia (1) Itália (3) | Rússia (4) Polônia (5) Sérvia (6) Brasil (7) | Estados Unidos (9) Bielorrússia (10) Argentina (12) República Dominicana (15) | Porto Rico (44) Egito (17) Ruanda (18) Tailândia (44) |

### Composição das chaves
| Chave A       | Chave B                | Chave C        | Chave D     |
| ------------- | ---------------------- | -------------- | ----------- |
| Países Baixos | Bélgica                | Turquia        | Itália      |
| Brasil*       | Sérvia                 | Rússia*        | Polônia*    |
| Argentina*    | *República Dominicana* | Estados Unidos | Bielorrúsia |
| Ruanda        | Porto Rico**           | Tailândia      | Egito       |

Nota:Diante das restrições do Ministério da Saúde da Bélgica no enfretamento da Pandemia de COVID-19, referente a imigrações de Argentina, Brasil e Rússia, tais seleções mudaram de grupos, após novo sorteio, modificou também a chave para República Dominicana e Polônia.A representação de Porto Rico desistiu da competição após atletas testarem positivo para COVID-19 as vésperas da estreia.

## Locais dos jogos
| Roterdã                    | Kortrijk                |
| -------------------------- | ----------------------- |
| Sportcentrum Schuttersveld | Sportcampus Lange Munte |
| Capacidade: 5000           | Capacidade: 5000        |
| A definir                  | A definir               |

## Juízes
Neste torneio participaram dezesseis juízes das 5 confederações continentais. 
| AVC (2) - Alireza Gharib - Chung Chin-Ju |  | CAVB (2) - Marthe Clémence Eyike - Maissaa Hachem |  | CEV (7) - Marco van Zanten - Marie-Catherine Boulanger - Wim Cambre - Jorg Kellenberger - Roy Goren - Stanislava Simic - Mykhaylo Medvid |  | CSV (3) - Nicolás Casado - Ivan Eustáquio Cardoso - Cristina Maria Gamarra Rivarola |  | NORCECA (4) - Matthew Van Raalte - Giani Nava Hernandez - Nestor Bienvenido Mateo Perez - Michelle Prater |

## Formato da disputa
A competição reuniu 16 equipes, com partidas em oito dias (e recesso de dois dias). As seleções foram distribuídas em quatro grupos, definidos de A a D, com disputas dentro de cada chave. Ao final, as duas primeiras equipes de cada grupo foram distribuídas na segunda fase nos grupos E e F (com chance de avançar ao título), enquanto que as duas últimas equipes de cada grupo formaram na segunda fase os grupos G e H (visando enquadramento para as disputas de 9º ao 16º lugar).
Ao final da segunda fase, as duas primeiras colocadas dos grupos E e F se qualificaram para as semifinais e, por sua vez, as equipes eliminadas destes grupos foram para a disputa do 5º ao 8º lugar. Quanto às duas primeiras seleções dos grupos G e H, estas foram ao playoff da 9ª à 12ª colocação, enquanto que as eliminadas destes dois grupos disputaram o playoff que determinou o posicionamento final do 13º ao 16º lugar.
A disposição dos times que mudaram de grupo inicialmente devido às restrições ministeriais belga, também ocorrerá mudanças na composição dos grupos para a segunda fase, contrariando o que foi relatado anteriormente.

## Critérios de posicionamento de chave
1. Número de vitórias
2. Pontos
3. Razão de sets
4. Razão de pontos
5. Se a razão de pontos não for suficiente para o desempate entre dois times, a prioridade será dada ao time que ganhou a última partida disputada entre eles. Se a razão de pontos não for suficiente para o desempate entre três ou mais times, uma nova classificação desses times em termo de pontos 1, 2 e 3 será feita levando em consideração apenas as partidas em que se enfrentaram.

Partida vencida por 3-0 ou 3-1: 3 pontos para o vencedor, 0 pontos para o perdedor;
Partida vencida por 3-2: 2 pontos para o vencedor, 1 ponto para o perdedor. 

## Primeira fase
|  | Qualificados para a Segunda Fase (Grupo E) |
|  | Qualificados para a Segunda Fase (Grupo F) |
|  | Qualificados para a Segunda Fase (Grupo G) |
|  | Qualificados para a Segunda Fase (Grupo H) |

### Grupo A
Classificação
|     |               |     | Jogos | Jogos | Jogos | Pontos | Pontos | Pontos | Sets | Sets | Sets  |
| Pos | Equipe        | Pts | T     | V     | D     | V      | P      | R      | V    | P    | R     |
| --- | ------------- | --- | ----- | ----- | ----- | ------ | ------ | ------ | ---- | ---- | ----- |
| 1   | Países Baixos | 9   | 3     | 3     | 0     | 249    | 165    | 1.509  | 9    | 1    | 9,000 |
| 2   | Brasil        | 6   | 3     | 2     | 1     | 240    | 198    | 1.212  | 7    | 3    | 2.333 |
| 3   | Argentina     | 3   | 3     | 1     | 2     | 208    | 195    | 1.067  | 3    | 6    | 0.500 |
| 4   | Ruanda        | 0   | 3     | 0     | 3     | 86     | 225    | 0.382  | 0    | 9    | 0,000 |

| Data   | Hora  |               | Placar |               | Set 1 | Set 2 | Set 3 | Set 4 | Set 5 | Total | Relatório    |
| ------ | ----- | ------------- | ------ | ------------- | ----- | ----- | ----- | ----- | ----- | ----- | ------------ |
| 9 jul  | 14:30 | Argentina     | 0–3    | Brasil        | 24–26 | 24–26 | 24–26 |       |       | 72–78 | Estatísticas |
| 9 jul  | 17:30 | Países Baixos | 3–0    | Ruanda        | 25–6  | 25–5  | 25–6  |       |       | 75–17 | Estatísticas |
| 10 jul | 14:30 | Ruanda        | 0–3    | Brasil        | 10–25 | 15–25 | 2–25  |       |       | 27–75 | Estatísticas |
| 10 jul | 17:30 | Países Baixos | 3–0    | Argentina     | 25–18 | 25–21 | 25–22 |       |       | 75–61 | Estatísticas |
| 11 jul | 14:30 | Argentina     | 3–0    | Ruanda        | 25–18 | 25–10 | 25–14 |       |       | 75–42 | Estatísticas |
| 11 jul | 17:30 | Brasil        | 1–3    | Países Baixos | 25–22 | 21–25 | 16–25 | 25-27 |       | 87–72 | Estatísticas |

### Grupo B
Classificação
|     |                      |     | Jogos | Jogos | Jogos | Pontos | Pontos | Pontos | Sets | Sets | Sets  |
| Pos | Equipe               | Pts | T     | V     | D     | V      | P      | R      | V    | P    | R     |
| --- | -------------------- | --- | ----- | ----- | ----- | ------ | ------ | ------ | ---- | ---- | ----- |
| 1   | Sérvia               | 9   | 3     | 3     | 0     | 225    | 97     | 2.320  | 9    | 0    | MAX   |
| 2   | República Dominicana | 6   | 3     | 2     | 1     | 205    | 132    | 1.553  | 6    | 3    | 2,000 |
| 3   | Bélgica              | 3   | 3     | 1     | 2     | 174    | 150    | 1.160  | 3    | 6    | 0.500 |
| 4   | Porto Rico           | 0   | 3     | 0     | 3     | 0      | 225    | 0,000  | 0    | 9    | 0,000 |

| Data   | Hora  |                      | Placar |                      | Set 1 | Set 2 | Set 3 | Set 4 | Set 5 | Total | Relatório    |
| ------ | ----- | -------------------- | ------ | -------------------- | ----- | ----- | ----- | ----- | ----- | ----- | ------------ |
| 9 jul  | 13:00 | Porto Rico           | 0–3    | República Dominicana | 0–25  | 0–25  | 0–25  |       |       | 0–75  | Estatísticas |
| 9 jul  | 18:00 | Bélgica              | 0–3    | Sérvia               | 17–25 | 10–25 | 15–25 |       |       | 42–75 | Estatísticas |
| 10 jul | 13:00 | Bélgica              | 3–0    | Porto Rico           | 25–0  | 25–0  | 25–0  |       |       | 75–0  | Estatísticas |
| 10 jul | 18:00 | Sérvia               | 3–0    | República Dominicana | 25–18 | 25–20 | 25–17 |       |       | 75–55 | Estatísticas |
| 11 jul | 13:00 | Sérvia               | 3–0    | Porto Rico           | 25–0  | 25–0  | 25–0  |       |       | 75–0  | Estatísticas |
| 11 jul | 18:00 | República Dominicana | 3–0    | Bélgica              | 25–19 | 25–21 | 25–17 |       |       | 75–57 | Estatísticas |

### Grupo C
Classificação
|     |                |     | Jogos | Jogos | Jogos | Pontos | Pontos | Pontos | Sets | Sets | Sets  |
| Pos | Equipe         | Pts | T     | V     | D     | V      | P      | R      | V    | P    | R     |
| --- | -------------- | --- | ----- | ----- | ----- | ------ | ------ | ------ | ---- | ---- | ----- |
| 1   | Estados Unidos | 9   | 3     | 3     | 0     | 250    | 177    | 1.412  | 9    | 1    | 9,000 |
| 2   | Rússia         | 6   | 3     | 2     | 1     | 247    | 241    | 1.025  | 7    | 4    | 1.750 |
| 3   | Turquia        | 3   | 3     | 1     | 2     | 224    | 230    | 0.974  | 4    | 6    | 0.667 |
| 4   | Tailândia      | 0   | 3     | 0     | 3     | 152    | 225    | 0.676  | 0    | 6    | 0,000 |

| Data   | Hora  |                | Placar |                | Set 1 | Set 2 | Set 3 | Set 4 | Set 5 | Total | Relatório    |
| ------ | ----- | -------------- | ------ | -------------- | ----- | ----- | ----- | ----- | ----- | ----- | ------------ |
| 9 jul  | 15:30 | Turquia        | 3–0    | Tailândia      | 25–20 | 25–18 | 25–19 |       |       | 75–57 | Estatísticas |
| 9 jul  | 18:30 | Rússia         | 1–3    | Estados Unidos | 20–25 | 25–23 | 14–25 | 17-25 |       | 76–73 | Estatísticas |
| 10 jul | 15:30 | Tailândia      | 0–3    | Estados Unidos | 15–25 | 8–25  | 13–25 |       |       | 36–75 | Estatísticas |
| 10 jul | 18:30 | Turquia        | 1–3    | Rússia         | 23–25 | 25–21 | 19–25 | 17-25 |       | 84–71 | Estatísticas |
| 11 jul | 15:30 | Rússia         | 3–0    | Tailândia      | 25–23 | 25–20 | 25–16 |       |       | 75–59 | Estatísticas |
| 11 jul | 18:30 | Estados Unidos | 3–0    | Turquia        | 25–18 | 27–25 | 25–22 |       |       | 77–65 | Estatísticas |

### Grupo D
Classificação
|     |              |     | Jogos | Jogos | Jogos | Pontos | Pontos | Pontos | Sets | Sets | Sets  |
| Pos | Equipe       | Pts | T     | V     | D     | V      | P      | R      | V    | P    | R     |
| --- | ------------ | --- | ----- | ----- | ----- | ------ | ------ | ------ | ---- | ---- | ----- |
| 1   | Itália       | 9   | 3     | 3     | 0     | 235    | 181    | 1.298  | 9    | 1    | 9,000 |
| 2   | Polônia      | 6   | 3     | 2     | 1     | 221    | 186    | 1.188  | 7    | 3    | 2.333 |
| 3   | Bielorrússia | 2   | 3     | 1     | 2     | 217    | 260    | 0.835  | 3    | 8    | 0.375 |
| 4   | Egito        | 1   | 3     | 0     | 3     | 210    | 256    | 0.820  | 2    | 9    | 0.222 |

| Data   | Hora  |              | Placar |              | Set 1 | Set 2 | Set 3 | Set 4 | Set 5 | Total  | Relatório    |
| ------ | ----- | ------------ | ------ | ------------ | ----- | ----- | ----- | ----- | ----- | ------ | ------------ |
| 9 jul  | 15:00 | Polônia      | 3–0    | Bielorrússia | 25–14 | 25–19 | 25–17 |       |       | 75–50  | Estatísticas |
| 9 jul  | 20:30 | Itália       | 3–0    | Egito        | 25–15 | 25–19 | 25–15 |       |       | 75–49  | Estatísticas |
| 10 jul | 15:00 | Itália       | 3–1    | Polônia      | 25–16 | 10–25 | 25–21 | 25-9  |       | 85–62  | Estatísticas |
| 10 jul | 20:30 | Egito        | 2–3    | Bielorrússia | 23–25 | 26–24 | 21–25 | 25-15 | 15-17 | 110–74 | Estatísticas |
| 11 jul | 15:00 | Bielorrússia | 0–3    | Itália       | 23–25 | 17–25 | 21–25 |       |       | 61–75  | Estatísticas |
| 11 jul | 20:30 | Polônia      | 3–0    | Egito        | 25–11 | 25–23 | 25–17 |       |       | 75–51  | Estatísticas |

## Segunda fase
|  | Qualificados para as Semifinais                    |
|  | Qualificados para as Disputa do 5º ao 8º lugares   |
|  | Qualificados para as Disputa do 9º ao 12º lugares  |
|  | Qualificados para as Disputa do 13º ao 16º lugares |

### Grupo E
Classificação
|     |                |     | Jogos | Jogos | Jogos | Pontos | Pontos | Pontos | Sets | Sets | Sets  |
| Pos | Equipe         | Pts | T     | V     | D     | V      | P      | R      | V    | P    | R     |
| --- | -------------- | --- | ----- | ----- | ----- | ------ | ------ | ------ | ---- | ---- | ----- |
| 1   | Países Baixos  | 8   | 3     | 3     | 0     | 273    | 235    | 1.162  | 9    | 3    | 3,000 |
| 2   | Rússia         | 6   | 3     | 2     | 1     | 261    | 230    | 1.135  | 7    | 4    | 1.750 |
| 3   | Estados Unidos | 4   | 3     | 1     | 2     | 287    | 295    | 0.973  | 6    | 7    | 0.857 |
| 4   | Brasil         | 0   | 3     | 0     | 3     | 191    | 252    | 0.758  | 1    | 9    | 0.111 |

| Data   | Hora  |                | Placar |                | Set 1 | Set 2 | Set 3 | Set 4 | Set 5 | Total  | Relatório    |
| ------ | ----- | -------------- | ------ | -------------- | ----- | ----- | ----- | ----- | ----- | ------ | ------------ |
| 13 jul | 14:30 | Brasil         | 1–3    | Estados Unidos | 22–25 | 29–27 | 20–25 | 14-25 |       | 85–77  | Estatísticas |
| 13 jul | 17:30 | Países Baixos  | 3–1    | Rússia         | 25–16 | 25–20 | 16–25 | 25-22 |       | 91–61  | Estatísticas |
| 14 jul | 14:30 | Rússia         | 3–1    | Estados Unidos | 25–13 | 25–22 | 28–30 | 25-23 |       | 103–65 | Estatísticas |
| 14 jul | 17:30 | Países Baixos  | 3–0    | Brasil         | 25–20 | 25–17 | 25–18 |       |       | 75–55  | Estatísticas |
| 15 jul | 14:30 | Brasil         | 0–3    | Rússia         | 18–25 | 16–25 | 17–25 |       |       | 51–75  | Estatísticas |
| 15 jul | 17:30 | Estados Unidos | 2–3    | Países Baixos  | 15–25 | 22–25 | 25–21 | 25-21 | 10-15 | 97–71  | Estatísticas |

### Grupo F
Classificação
|     |                      |     | Jogos | Jogos | Jogos | Pontos | Pontos | Pontos | Sets | Sets | Sets  |
| Pos | Equipe               | Pts | T     | V     | D     | V      | P      | R      | V    | P    | R     |
| --- | -------------------- | --- | ----- | ----- | ----- | ------ | ------ | ------ | ---- | ---- | ----- |
| 1   | Itália               | 9   | 3     | 3     | 0     | 246    | 188    | 1.309  | 9    | 1    | 9,000 |
| 2   | Sérvia               | 6   | 3     | 2     | 1     | 215    | 193    | 1.114  | 6    | 3    | 2,000 |
| 3   | Polônia              | 3   | 3     | 1     | 2     | 218    | 221    | 0.986  | 4    | 6    | 0.667 |
| 4   | República Dominicana | 0   | 3     | 0     | 3     | 148    | 125    | 1.184  | 0    | 9    | 0,000 |

| Data   | Hora  |                      | Placar |                      | Set 1 | Set 2 | Set 3 | Set 4 | Set 5 | Total | Relatório    |
| ------ | ----- | -------------------- | ------ | -------------------- | ----- | ----- | ----- | ----- | ----- | ----- | ------------ |
| 13 jul | 15:00 | Sérvia               | 3–0    | Polônia              | 25–21 | 27–25 | 25–23 |       |       | 77–69 | Estatísticas |
| 13 jul | 17:30 | República Dominicana | 0–3    | Itália               | 16–25 | 20–25 | 15–25 |       |       | 51–75 | Estatísticas |
| 14 jul | 15:00 | Itália               | 3–1    | Polônia              | 25–12 | 19–25 | 27–25 | 25-12 |       | 96–62 | Estatísticas |
| 14 jul | 17:30 | Sérvia               | 3–0    | República Dominicana | 25–13 | 25–18 | 25–18 |       |       | 75–49 | Estatísticas |
| 15 jul | 15:00 | República Dominicana | 0–3    | Polônia              | 21–25 | 11–25 | 16–25 |       |       | 48–75 | Estatísticas |
| 15 jul | 17:30 | Sérvia               | 0–3    | Itália               | 23–25 | 18–25 | 22–25 |       |       | 63–75 | Estatísticas |

### Grupo G
Classificação
|     |           |     | Jogos | Jogos | Jogos | Pontos | Pontos | Pontos | Sets | Sets | Sets  |
| Pos | Equipe    | Pts | T     | V     | D     | V      | P      | R      | V    | P    | R     |
| --- | --------- | --- | ----- | ----- | ----- | ------ | ------ | ------ | ---- | ---- | ----- |
| 1   | Turquia   | 9   | 3     | 3     | 0     | 225    | 143    | 1.573  | 3    | 0    | MAX   |
| 2   | Argentina | 6   | 3     | 2     | 1     | 204    | 152    | 1.342  | 3    | 0    | MAX   |
| 3   | Tailândia | 3   | 3     | 1     | 2     | 172    | 196    | 0.878  | 0    | 3    | 0,000 |
| 4   | Ruanda    | 0   | 3     | 0     | 3     | 115    | 225    | 0.511  | 0    | 3    | 0,000 |

| Data   | Hora  |           | Placar |           | Set 1 | Set 2 | Set 3 | Set 4 | Set 5 | Total | Relatório    |
| ------ | ----- | --------- | ------ | --------- | ----- | ----- | ----- | ----- | ----- | ----- | ------------ |
| 13 jul | 15:30 | Ruanda    | 0–3    | Turquia   | 10–25 | 9–25  | 16–25 |       |       | 35–75 | Estatísticas |
| 13 jul | 18:30 | Argentina | 3–0    | Tailândia | 25-13 | 25–12 | 25–18 |       |       | 75–30 | Estatísticas |
| 14 jul | 15:30 | Ruanda    | 0–3    | Argentina | 12–25 | 7–25  | 15–25 |       |       | 34–75 | Estatísticas |
| 14 jul | 18:30 | Turquia   | 3–0    | Tailândia | 25–17 | 25–16 | 25–21 |       |       | 75–54 | Estatísticas |
| 15 jul | 15:30 | Ruanda    | 0–3    | Tailândia | 14–25 | 16–25 | 16–25 |       |       | 46–75 | Estatísticas |
| 15 jul | 18:30 | Turquia   | 3–0    | Argentina | 25–10 | 25–22 | 25–22 |       |       | 75–54 | Estatísticas |

### Grupo H
Classificação
|     |              |     | Jogos | Jogos | Jogos | Pontos | Pontos | Pontos | Sets | Sets | Sets  |
| Pos | Equipe       | Pts | T     | V     | D     | V      | P      | R      | V    | P    | R     |
| --- | ------------ | --- | ----- | ----- | ----- | ------ | ------ | ------ | ---- | ---- | ----- |
| 1   | Bielorrússia | 9   | 3     | 3     | 0     | 225    | 79     | 2.848  | 9    | 0    | MAX   |
| 2   | Egito        | 5   | 3     | 2     | 1     | 230    | 179    | 1.285  | 6    | 5    | 1.200 |
| 3   | Bélgica      | 4   | 3     | 1     | 2     | 213    | 185    | 1.151  | 5    | 6    | 0.833 |
| 4   | Porto Rico   | 0   | 3     | 0     | 3     | 0      | 225    | 0,000  | 0    | 9    | 0,000 |

| Data   | Hora  |              | Placar |              | Set 1 | Set 2 | Set 3 | Set 4 | Set 5 | Total  | Relatório    |
| ------ | ----- | ------------ | ------ | ------------ | ----- | ----- | ----- | ----- | ----- | ------ | ------------ |
| 13 jul | 13:00 | Porto Rico   | 0–3    | Bielorrússia | 0–25  | 0–25  | 0–25  |       |       | 0–75   | Estatísticas |
| 13 jul | 20:00 | Bélgica      | 2–3    | Egito        | 20–25 | 25–18 | 29–27 | 21-25 | 9-15  | 104–70 | Estatísticas |
| 14 jul | 13:00 | Bélgica      | 3–0    | Porto Rico   | 25–0  | 25–0  | 25–0  |       |       | 75–0   | Estatísticas |
| 14 jul | 20:00 | Bielorrússia | 3–0    | Egito        | 25–18 | 25–15 | 25–12 |       |       | 75–45  | Estatísticas |
| 15 jul | 13:00 | Porto Rico   | 0–3    | Egito        | 0–25  | 0–25  | 0–25  |       |       | 0–75   | Estatísticas |
| 15 jul | 20:00 | Bélgica      | 0–3    | Bielorrússia | 16–25 | 7–25  | 11–25 |       |       | 34–75  | Estatísticas |

## Fase final

### Classificação do 13º ao 16º lugares
Resultados
| Data   | Hora  |           | Placar |            | Set 1 | Set 2 | Set 3 | Set 4 | Set 5 | Total | Relatório    |
| ------ | ----- | --------- | ------ | ---------- | ----- | ----- | ----- | ----- | ----- | ----- | ------------ |
| 17 jul | 13:00 | Tailândia | 3–0    | Porto Rico | 25–0  | 25–0  | 25–0  |       |       | 75–0  | Estatísticas |
| 17 jul | 20:30 | Bélgica   | 3–0    | Ruanda     | 25–14 | 25–13 | 25–13 |       |       | 75–40 | Estatísticas |

### Classificação do 9º ao 12º lugares
Resultados
| Data   | Hora  |              | Placar |           | Set 1 | Set 2 | Set 3 | Set 4 | Set 5 | Total | Relatório    |
| ------ | ----- | ------------ | ------ | --------- | ----- | ----- | ----- | ----- | ----- | ----- | ------------ |
| 17 jul | 15:30 | Turquia      | 3–1    | Egito     | 24–26 | 25–15 | 25–15 | 25-20 |       | 99–56 | Estatísticas |
| 17 jul | 18:30 | Bielorrússia | 3–0    | Argentina | 25–15 | 25–17 | 25–15 |       |       | 75–47 | Estatísticas |

### Classificação do 5º ao 8º lugares
Resultados
| Data   | Hora  |                | Placar |                      | Set 1 | Set 2 | Set 3 | Set 4 | Set 5 | Total | Relatório    |
| ------ | ----- | -------------- | ------ | -------------------- | ----- | ----- | ----- | ----- | ----- | ----- | ------------ |
| 17 jul | 15:30 | Estados Unidos | 3–0    | República Dominicana | 25–22 | 25–15 | 25–18 |       |       | 75–55 | Estatísticas |
| 17 jul | 17:30 | Polônia        | 3–0    | Brasil               | 25–15 | 26–24 | 25–15 |       |       | 76–54 | Estatísticas |

### Semifinais
Resultados
| Data   | Hora  |               | Placar |        | Set 1 | Set 2 | Set 3 | Set 4 | Set 5 | Total | Relatório    |
| ------ | ----- | ------------- | ------ | ------ | ----- | ----- | ----- | ----- | ----- | ----- | ------------ |
| 17 jul | 14:30 | Itália        | 3–0    | Rússia | 25–22 | 29–27 | 25–23 |       |       | 79–72 | Estatísticas |
| 17 jul | 17:30 | Países Baixos | 1–3    | Sérvia | 21–25 | 25–17 | 23–25 | 26-28 |       | 95–67 | Estatísticas |

### Décimo quinto lugar
Resultado
| Data   | Hora  |            | Placar |        | Set 1 | Set 2 | Set 3 | Set 4 | Set 5 | Total | Relatório    |
| ------ | ----- | ---------- | ------ | ------ | ----- | ----- | ----- | ----- | ----- | ----- | ------------ |
| 18 jul | 13:00 | Porto Rico | 0–3    | Ruanda | 0–25  | 0–25  | 0–25  |       |       | 0–75  | Estatísticas |

### Décimo terceiro lugar
Resultado
| Data   | Hora  |           | Placar |         | Set 1 | Set 2 | Set 3 | Set 4 | Set 5 | Total | Relatório    |
| ------ | ----- | --------- | ------ | ------- | ----- | ----- | ----- | ----- | ----- | ----- | ------------ |
| 18 jul | 20:00 | Tailândia | 0–3    | Bélgica | 20–25 | 20–25 | 19–25 |       |       | 59–75 | Estatísticas |

### Décimo primeiro lugar
Resultado
| Data   | Hora  |       | Placar |           | Set 1 | Set 2 | Set 3 | Set 4 | Set 5 | Total | Relatório    |
| ------ | ----- | ----- | ------ | --------- | ----- | ----- | ----- | ----- | ----- | ----- | ------------ |
| 18 jul | 13:30 | Egito | 0–3    | Argentina | 16–25 | 15–25 | 16–25 |       |       | 47–75 | Estatísticas |

### Nono lugar
Resultado
| Data   | Hora  |         | Placar |              | Set 1 | Set 2 | Set 3 | Set 4 | Set 5 | Total | Relatório    |
| ------ | ----- | ------- | ------ | ------------ | ----- | ----- | ----- | ----- | ----- | ----- | ------------ |
| 18 jul | 16:30 | Turquia | 1–3    | Bielorrússia | 25–20 | 17–25 | 13–25 | 22-25 |       | 77–70 | Estatísticas |

### Sétimo lugar
Resultado
| Data   | Hora  |                      | Placar |        | Set 1 | Set 2 | Set 3 | Set 4 | Set 5 | Total | Relatório    |
| ------ | ----- | -------------------- | ------ | ------ | ----- | ----- | ----- | ----- | ----- | ----- | ------------ |
| 18 jul | 15:00 | República Dominicana | 0–3    | Brasil | 18–25 | 10–25 | 21–25 |       |       | 49–75 | Estatísticas |

### Quinto lugar
Resultado
| Data   | Hora  |                | Placar |         | Set 1 | Set 2 | Set 3 | Set 4 | Set 5 | Total  | Relatório    |
| ------ | ----- | -------------- | ------ | ------- | ----- | ----- | ----- | ----- | ----- | ------ | ------------ |
| 18 jul | 17:30 | Estados Unidos | 3–2    | Polônia | 14–25 | 18–25 | 25–16 | 29-27 | 15-13 | 101–66 | Estatísticas |

### Terceiro lugar
Resultado
| Data   | Hora  |        | Placar |               | Set 1 | Set 2 | Set 3 | Set 4 | Set 5 | Total  | Relatório    |
| ------ | ----- | ------ | ------ | ------------- | ----- | ----- | ----- | ----- | ----- | ------ | ------------ |
| 18 jul | 14:30 | Rússia | 3–2    | Países Baixos | 16–25 | 23–25 | 25–22 | 25-22 | 22-20 | 111–72 | Estatísticas |

### Final
Resultado
| Data   | Hora  |        | Placar |        | Set 1 | Set 2 | Set 3 | Set 4 | Set 5 | Total | Relatório    |
| ------ | ----- | ------ | ------ | ------ | ----- | ----- | ----- | ----- | ----- | ----- | ------------ |
| 18 Jul | 17:30 | Itália | 3–0    | Sérvia | 25–18 | 25–20 | 25–23 |       |       | 75–61 | Estatísticas |